# Condado de Avery
El condado de Avery (en inglés: Avery County, North Carolina), fundado en 1911, es uno de los 100 condados del estado estadounidense de Carolina del Norte. En el año 2000 tenía una población de 17 167 habitantes con una densidad poblacional de 27 personas por km². La sede del condado es Newland.

## Geografía
Según la Oficina del Censo, el condado tiene un área total de 640 km² (247,1 mi²), de la cual 614 km² (237,1 mi²) es tierra y 0 km² (0 mi²) es agua.

### Condados adyacentes
- Condado de Johnson norte
- Condado de Carter oeste
- Condado de Caldwell sureste
- Condado de Burke sur
- Condado de McDowell sur
- Condado de Mitchell oeste
- Condado de Watauga norte

### Área Nacional protegidas
- Blue Ridge Parkway (parte)
- Bosque Nacional Pisga (parte)

## Demografía
En el 2000 la renta per cápita promedia del condado era de $30 627, y el ingreso promedio para una familia era de $37 454. El ingreso per cápita para el condado era de $15 176. En 2000 los hombres tenían un ingreso per cápita de $25 983 contra $21 652 para las mujeres. Alrededor del 15.30% de la población estaba bajo el umbral de pobreza nacional.

## Lugares

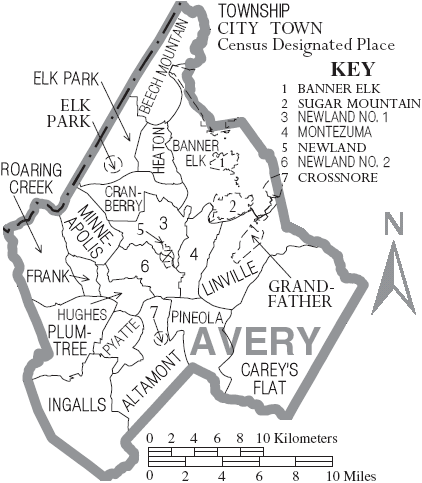
Mapa del condado de Avery en Carolina del Norte con sus municipios

### Municipios
El condado se divide en diecinueve municipios: Municipio de Altamont, Municipio de Banner Elk, Municipio de Beech Mountain, Municipio de Carey's Flat, Municipio de Cranberry, Municipio de Elk Park, Municipio de Frank, Municipio de Heaton, Municipio de Hughes, Municipio de Ingalls, Municipio de Linville, Municipio de Minneapolis, Municipio de Montezuma, Municipio de Newland No. 1, Municipio de Newland No. 2, Municipio de Pineola, Municipio de Plumtree, Municipio de Pyatte y Municipio de Roaring Creek.

### Ciudades
- Banner Elk
- Beech Mountain
- Crossnore
- Elk Park
- Grandfather
- Linville
- Minneapolis
- Newland
- Pineola
- Seven Devils
- Sugar Mountain